# جون أرجيروبولوس
جون أرجيروبولوس (بالإنجليزية: John Argyropoulos) (و. 1415 – 1487 م) هو كاتب، وفيلسوف من الإمبراطورية البيزنطية، ولد في القسطنطينية، توفي في روما، عن عمر يناهز 72 عاماً.